# أونيسمو سيلفييرا
أونيسمو سيلفييرا (10 فبراير 1935 - 29 أبريل 2021) سياسي وكاتب من الرأس الأخضر.

## السيرة الشخصية
كشاعر شاب، كان سيلفيرا واحدة من أبرز نقاد النخبة الأدبية في الرأس الأخضر. ارتبط سيلفيرا بآراء مجموعة كلاريداد، وجادل لصالح الهوية الثقافية الأفريقية للجزر.
كان سيلفيرا طالب في أوبسالا، السويد خلال الستينيات، بعد أن أمضى فترة في الصين. في أوبسالا كان له صلات وثيقة مع لجنة جنوب إفريقيا للمدينة، والتي كانت ضرورية لبدء العمل التضامني للحزب الأفريقي لاستقلال غينيا والرأس الأخضر في السويد. أصبح ممثل الحزب الأفريقي لاستقلال غينيا والرأس الأخضر في السويد. قام سيلفيرا بعدة زيارات إلى النرويج، حيث أقام علاقات جيدة مع المجلس النرويجي لأفريقيا وحزب العمال النرويجي، ولعب دورًا في تأمين الدعم النرويجي الرسمي للحزب في عام 1972. كما مثل الحزب الأفريقي لاستقلال غينيا والرأس الأخضر أثناء زياراته إلى فنلندا.
تم فصل سيلفيرا من منصبه كممثل للحزب الأفريقي لاستقلال غينيا والرأس الأخضر في السويد في نوفمبر 1972. وفقًا للحزب الأفريقي لاستقلال غينيا والرأس الأخضر كان فصله إجراء تأديبيًا بسبب عدم حضور سيلفيرا اجتماعًا في غينيا كوناكري. ومع ذلك أعربت المنظمة عن امتنانها لسيلفيرا لعمله في إقامة روابط بين السويد والمنظمة. عمل سيلفيرا لاحقًا في الأمم المتحدة، حيث مثل الأمم المتحدة في دول مثل الصومال وأنغولا وموزمبيق.
مع افتتاح السياسة التعددية الحزبية في الرأس الأخضر بعد عام 1990، كان سيلفيرا معاديُا لـ الحزب الأفريقي لاستقلال الرأس الأخضر. في نوفمبر 1998 شكل حزبه السياسي حزب العمل والتضامن. وأصبح عمدة مدينة مينديلو.
في عام 2006 انتخب عضوا في البرلمان كمرشح للحزب.